# Batman gegen Hulk
Batman gegen Hulk (engl. Batman vs. The Incredible Hulk) ist ein Comic-Crossover der Comicverlage DC und Marvel, das im Original 1981 erschien, von Len Wein getextet und von José Luis García López gezeichnet wurde. Der Comic wurde auf Deutsch 1999 im Rahmen der Reihe DC/Marvel Classics beim Dino-Verlag veröffentlicht, der damals die DC-Comics im deutschsprachigen Raum herausbrachte.

## Handlung
Die Geschichte beginnt in einem Lagerhaus am Hafen von Gotham City, wo der Joker mit einem nicht zu erkennenden Partner ein Abkommen schließt.
Bruce Banner arbeitet unter falschen Namen in einem Labor von Wayne Enterprises an einer Gammakanone, da er hofft, dass diese ihn heilen kann. Plötzlich werden alle anderen Mitarbeiter durch Lachgas außer Gefecht gesetzt, lediglich Banner kann dem entgehen, indem er sich schnell einen Schutzhelm aufsetzt. Als er den Alarm auslösen will, wird er vom Joker und seinen Leuten bemerkt, die gerade das Labor betreten. Als sie Banner festhalten wollen, verwandelt er sich in sein Alter Ego, dem Hulk. Als Batman auftaucht, schafft es der Joker, den Hulk glauben zu lassen, Batman sei sein Feind. Daraufhin kommt es zu einem ungleichen Kampf, wobei der Joker mit der Gammakanone fliehen kann. Seinem Gegner körperlich deutlich unterlegen, beruhigt Batman den Hulk schließlich mit Schlafgas. Während der Hulk sich wieder in Bruce Banner verwandelt, betritt Batman in seiner zivilen Identität Bruce Wayne den Schauplatz und bietet Banner an, auf seiner Yacht an einer weiteren Kanone zu arbeiten.
Währenddessen wird die Identität des Auftraggebers von Joker enthüllt: Es handelt sich um Sharper, der an einer seltsamen Krankheit leidet, von der ihn nur eine Gammabestrahlung heilen kann. Der Joker stellt jedoch fest, dass die Kanone bei der Flucht beschädigt wurde. Daher fliegen seine Leute, verkleidet als Soldaten, auf Bruce Waynes Yacht, um Bruce Banner festzusetzen. Als dieser erneut zum Hulk wird, entsteht durch die Macht des Sharpers und des Wunsches von einem der Schurken, ein Monster, welches dem Hulk körperlich ebenbürtig ist, jedoch einen so weichen Körper besitzt, dass es den Hulk darin gefangen halten kann. Wieder im Lagerhaus angekommen, stellt der Sharper fest, dass ihn die körpereigene Gammastrahlung des Hulks heilen kann. Darauf hält er sein Wort und gibt dem Joker die Macht, alles wahr zu machen, was er möchte. Doch letztendlich kann dessen Psyche dieser Allmacht nicht standhalten und er bricht zusammen.
Joker kommt wieder in Haft im Arkham Asylum. Batman und Commissioner James Gordon stellen fest, dass Bruce Banner verschwunden ist. Gordon will sofort eine Fahndung einleiten, doch Batman meint, sie wären es ihm schuldig, ihn gehen zu lassen.

## Figuren der Geschichte
- Batman/Bruce Wayne (DC)
- James Gordon (DC)
- Hulk/Bruce Banner (Marvel)
- Joker (DC)
- Alfred Pennyworth (DC)
- Thunderbolt Ross (Marvel)
- Doc Samson (Marvel)
- Sharper (Marvel)

Im Traum:
- Abomination (Marvel)
- Killer Moth (DC)
- Leader (Marvel)
- Rhino (Marvel)
- Scarecrow (DC)
- Two-Face (DC)